# Sarah Williams (Badminton)
Sarah Williams (* um 1965, geborene Sarah Doody) ist eine walisische Badmintonspielerin.

## Karriere
Sarah Williams siegte 1984 erstmals bei den nationalen Titelkämpfen in Wales. Insgesamt war sie zehn Mal in ihrer Heimat erfolgreich. 1988 siegte sie bei den Norwegian International. 1986 und 1990 nahm sie an den Commonwealth Games teil.

## Sportliche Erfolge
| Saison | Veranstaltung                | Disziplin   | Platz | Name                                 |
| ------ | ---------------------------- | ----------- | ----- | ------------------------------------ |
| 1984   | Wales: Einzelmeisterschaften | Mixed       | 1     | Lyndon Williams / Sarah Doody        |
| 1985   | Wales: Einzelmeisterschaften | Mixed       | 1     | Lyndon Williams / Sarah Doody        |
| 1986   | Wales: Einzelmeisterschaften | Damendoppel | 1     | Sarah Doody / Lesley Roberts         |
| 1987   | Wales: Einzelmeisterschaften | Damendoppel | 1     | Sarah Doody / Cathy Vigar            |
| 1988   | Norwegian International      | Mixed       | 1     | Chris Rees / Sarah Doody             |
| 1988   | Wales: Einzelmeisterschaften | Mixed       | 1     | Philip Sutton / Sarah Doody          |
| 1988   | Wales: Einzelmeisterschaften | Damendoppel | 1     | Sarah Doody / Caroline Watson        |
| 1989   | Wales: Einzelmeisterschaften | Mixed       | 1     | Chris Rees / Sarah Doody             |
| 1989   | Wales: Einzelmeisterschaften | Damendoppel | 1     | Sarah Doody / Gail Davies            |
| 1994   | Wales: Einzelmeisterschaften | Mixed       | 1     | Andrew Groves-Burke / Sarah Williams |
| 1995   | Wales: Einzelmeisterschaften | Mixed       | 1     | Andrew Groves-Burke / Sarah Williams |